# Gonia divisa
Gonia divisa là một loài ruồi trong họ Tachinidae.